# Sportåret 1914

## Händelser

### Bandy
- 1 mars - AIK vinner sitt andra SM-guld i sin tredje SM-final efter finalseger mot Djurgårdens IF med 4-2 på Albanobanan på Brunnsviken.[1]

### Baseboll
- 13 oktober - National League-mästarna Boston Braves vinner World Series med 4-0 i matcher över American League-mästarna Philadelphia Athletics.[2]

### Fotboll
- 25 april - Burnley FC vinner FA-cupfinalen mot Chelsea FC med 3-0 på Crystal Palace National Sports Centre.[3]
- 20 september - Brasilien spelar sin första officiella landskamp i fotboll, då man i Buenos Aires förlorar med 0-3 mot Argentina.[4]
- 1 november – AIK blir svenska mästare efter finalseger med 7–2 över Helsingborgs IF. Matchen spelas på Råsunda IP.[5]
- Okänt datum – IFK Göteborg vinner Svenska serien för andra året i rad.
- Okänt datum – KB blir danska mästare.
- Okänt datum – Lamar Hunt US Open Cup anordnas för första gången.

### Friidrott
- James Duffy, Kanada vinner Boston Marathon.[6]

### Ishockey
- 27 februari - Böhmen vinner Europamästerskapet i Berlin före Tyskland och Belgien.[7]

### Längdskidåkning
- SM på 30 km vinns av Anders Persson, Bollnäs GIF.
- SM på 60 km vinns av Arvid Dahlberg, IFK Umeå.

### Motorsport
- Amerikanen Ralph DePalma vinner Vanderbilt Cup med en Schroeder-Mercedes.

### Seling
- America's Cup 1914 - Resolute tävlar mot Vanitie, men tävlingen avbryts på grund av första världskriget [8]

### Tennis
- 15 augusti - USA vinner International Lawn Tennis Challenge genom att finalbesegra Australien med 3-2 i Forest Hills.[9]

## Födda
- 31 januari - Jersey Joe Walcott, amerikansk världsmästare i tungviktsboxning.
- 13 maj - Joe Louis, amerikansk världsmästare i tungviktsboxning 1937-49.
- 30 juli - Lord Killanin, eg Michael Morris, Internationella Olympiska Kommitténs 6:e president.
- 9 augusti - Joe Mercer, engelsk fotbollsspelare och -tränare.
- 12 november - Peter Whitehead, brittisk racerförare.
- 25 november - Joe DiMaggio, amerikansk basebollstjärna, gift 274 dagar med Marilyn Monroe.

## Bildade föreningar och klubbar
- 14 februari, Halmstads BK, fotbollsklubb i Sverige.[10]
- 5 mars, Svenska klubben Enköpings SK grundas.[10]

## Rekord

### Friidrott
- 2 maj – Edward Beeson, USA, sätter nytt världsrekord i höjdhopp med 2,01 m
- 4 juli – Willie Applegarth, Storbritannien, sätter nytt världsrekord på 200 m med 21,2 sek
- 5 juli – Jonni Myyrä, Finland, sätter nytt världsrekord i spjutkastning med 63,29 m

### Fotnoter
1. ↑  Erik Jonsson (1 mars 1914). ”1907–1919”. Svenska Bandyförbundet. Arkiverad från originalet den 14 februari 2015. https://web.archive.org/web/20150214185248/http://www.svenskbandy.se/BANDYFINALEN/HISTORIK/Svenskamastare/Herrar/1907-1919/. Läst 1 september 2011.
2. ↑  ”1914 World Series” (på engelska). Baseball-Reference.com. http://www.baseball-reference.com/postseason/1914_WS.shtml. Läst 16 juli 2015.
3. ↑  ”England FA Challenge Cup 1913-1914” (på engelska). RSSSF. http://www.rsssf.com/tablese/engcup1914.html. Läst 19 augusti 2012.
4. ↑  ”Brazil National Team - Only "A" Matches” (på engelska). RSSSF  Brasil. http://www.rsssfbrasil.com/sel/brazila.htm. Läst 20 augusti 2011.
5. ↑  Jimmy Lindahl (7 mars 2000). ”Svenska mästare i fotboll 1896–1925”. Bolletinen. http://www.bolletinen.se/sfs/allsvenskan/sm1896.pdf. Läst 10 oktober 2011.
6. ↑  ”Boston Marathon”. Arkiverad från originalet den 27 april 2015. https://web.archive.org/web/20150427035419/http://www.baa.org/races/boston-marathon/boston-marathon-history/past-champions/past-mens-open-champions.aspx. Läst 9 april 2011.
7. ↑  ”Championnats d'Europe 1914” (på franska). Hockey Archives. 27 februari 1914. https://www.hockeyarchives.info/Euro1914.htm. Läst 15 augusti 2011.
8. ↑  ”Resolute Beats All Cup Course Records. Shamrock Will Have to Hustle to Better Yesterday's Time. 30 Miles in 3:16:41”. New York Times. 11 juni 1914. https://timesmachine.nytimes.com/timesmachine/1914/06/11/100319405.pdf. Läst 15 oktober 2010.  ”The flag officers' sloop Resolute covered herself with much seafoam and more glory in her first race over the America's Cup course off Sandy Hook yesterday. She not only left her chief rival, Vanitie, far astern, but set such a hot pace in the fifteen-mile thrash to windward and back that she broke all previous records for the thirty-mile cup course. ... Selah B. Howell, her professional sailing master, Resolute's rig consisted of mainsail, , and single headsail, and each canvas fitted smooth as a glove. ...”
9. ↑  ”Davis Cup”. Arkiverad från originalet den 12 september 2011. https://web.archive.org/web/20110912150708/http://www.daviscup.com/en/results/tie/details.aspx?tieId=10000718. Läst 20 augusti 2011.
10. 1 2  Martin Alsiö (7 mars 2004). ”De allsvenska klubbarnas födelsedagar”. Bolletinen. http://www.bolletinen.se/sfs/allsvenskan/grundades.pdf. Läst 11 februari 2015.